# Americana (Neil-Young-&-Crazy-Horse-Album)
Americana ist das 45. Album von Neil Young. Seine erste Zusammenarbeit mit Crazy Horse seit den Aufnahmen zu Greendale und ihrer gemeinsamen Tournee 2003/2004 wurde am 5. Juni 2012 veröffentlicht. Das Album enthält Neuinterpretationen klassischer amerikanischer Folksongs.

## Rezeption
Country Music News meinte zu dem Album, Neil Young schicke die alten Klassiker quasi in eine Zeitmaschine, wenn auch an der E-Gitarre technisch etwas eingeschränkt. Durch das Neuarrangement der leicht angestaubten Titel aus dem Great American Songbook entfalteten sie fast magische Klänge.

## Titelliste
1. Oh! Susanna (Stephen Collins Foster) – 5:03
2. Oh My Darling, Clementine (Traditional) – 5:42
3. Tom Dula (Traditional) – 8:13
4. Gallows Pole (Traditional) – 4:15
5. Get a Job (Raymond Edwards / William Horton) – 3:01
6. Travel On (Traditional) – 6:47
7. High Flyin’ Bird (Billy Edd Wheeler) – 5:30
8. Jesus’ Chariot (She’ll Be Coming ’Round the Mountain) (Traditional) – 5:38
9. This Land Is Your Land (Woody Guthrie) – 5:26
10. Wayfarin’ Stranger (Traditional) – 3:07
11. God Save the Queen (Thomas Arne) – 4:08